# Philippe Lacoue-Labarthe
Pour les articles homonymes, voir Labarthe.
Philippe Lacoue-Labarthe, né le 6 mars 1940 à Tours et mort le 28 janvier 2007 à Paris 10e, est un critique, philosophe, écrivain français.
Il était un spécialiste de la pensée de Martin Heidegger, Jacques Derrida, Jacques Lacan, mais aussi du romantisme allemand et de Paul Celan.
Germaniste, il a publié des traductions françaises de Celan, Friedrich Nietzsche, Friedrich Hölderlin, Walter Benjamin et Heidegger, dont il aurait voulu traduire plus de textes (en particulier les cours sur Hölderlin) si sa position hors du cercle des beaufrétistes ne l'en avait empêché.
Il enseigna pendant plus de trente ans à l'université Marc Bloch de Strasbourg.

## Biographie

### Influences et associations
Élève de Gérard Granel et de Gérard Genette, à qui il a dédié son dernier texte, Philippe Lacoue-Labarthe a été très influencé durant ses études par le mouvement Socialisme ou barbarie et par l'Internationale situationniste. C'est ensuite la lecture des premiers textes de Derrida qui a déterminé son travail de pensée.
Alors qu'il exerce les fonctions d'assistant à l'université de Strasbourg, il rencontre en 1967 Jean-Luc Nancy, qui vient d'être nommé professeur à Colmar, avant que celui-ci intègre à son tour le département de philosophie de l'université alsacienne. C'est le début d'un compagnonnage intellectuel qui durera près de quarante ans, et qui a profondément marqué l'université Marc Bloch, où ils sont restés durant toute leur carrière, y prolongeant le travail d'articulation franco-allemande de la philosophie entrepris par Lucien Braun. 
En 1980 Lacoue-Labarthe et Nancy organisent une conférence sur Derrida à Cerisy-la-Salle, baptisée d'après l'article « Les fins de l'homme » de Derrida (1968). À la suite de cette conférence et à la demande de Derrida, ils fondent à l'ÉNS de la rue d'Ulm le Centre de recherche philosophique sur le politique en novembre 1980. Ce centre demeura actif pendant quatre années, fournissant des voies alternatives d'enquête à l'approche empirique des sciences politiques.
Il a participé au Collège international de philosophie, dont il a un temps présidé l'assemblée.

### Idées
Partant de la thématisation allemande de la question de l'imitation tout en retournant à la conception aristotélicienne de la mimesis (L'Imitation des modernes, Poétique de l'histoire), Lacoue-Labarthe s'attache à suivre la déconstruction de la version tragique de l'histoire.

#### «Archi-fascisme» de Heidegger
Lacoue-Labarthe et Derrida ont tous les deux abondamment commenté le corpus heideggérien, et identifié un national-socialisme idiosyncratique chez Heidegger, qui persista jusqu'à la fin. Mais il est peut-être plus important de considérer que Lacoue-Labarthe et Derrida, après Celan (à un degré moindre), ont également considéré que Heidegger fut capable d'une critique profonde du nazisme et des horreurs qu'il a apportées. Pour eux, la plus grande erreur de Heidegger n'a pas été sa participation au mouvement national-socialiste, mais, selon les mots de Lacoue-Labarthe, son « silence sur l'extermination » et son refus d'engager une déconstruction complète du nazisme — au-delà de certaines de ses notables objections sur les orthodoxies du parti.
Lacoue-Labarthe ajoute également aux erreurs d'Heidegger ses passages sur Nietzsche, Hölderlin et Wagner, dont les œuvres furent susceptibles d'une appropriation par le nazisme.
Il est raisonnable de penser que Lacoue-Labarthe et Derrida considèrent Heidegger comme capable de se confronter au nazisme, considéré dans ses tendances les plus extrêmes, et eux-mêmes ont entrepris un tel travail, sur la base de ceci. On peut ainsi mentionner le questionnement de Derrida sur un commentaire (entre parenthèses) de Lacoue-Labarthe : « de toute façon, Heidegger n'évite jamais n'importe quoi. »

## Œuvres

### Ouvrages personnels
- Le Sujet de la philosophie : Typographies 1, Paris, Flammarion, 1979
- L'Imitation des modernes : Typographies 2, Paris, Galilée, 1985
- La Poésie comme expérience, Paris, Bourgois, 1986 (nouvelle édition en poche, coll. « Titre 184 », 2015)
- La Fiction du politique: Heidegger, l'art et la politique, Paris, Bourgois, 1988
- Musica ficta : figures de Wagner, Paris, Bourgois, 1991
- Pasolini, une improvisation : d’une sainteté, plaquette, Bordeaux, William Blake & Co, 1995
- Métaphrasis, suivi de Le théâtre de Hölderlin, Paris, PUF, 1998
- Phrase, Paris, Bourgois, 2000
- Poétique de l'histoire, Paris, Galilée, 2002
- Heidegger : la politique du poème, Paris, Galilée, 2002
- L'« Allégorie », suivi de Un Commencement de Jean-Luc Nancy, Paris, Galilée, 2006
- La Vraie Semblance, publication posthume revue par Leonid Kharlamov, Paris, Galilée, 2008
- Préface à La Disparition, Paris, Bourgois, 2009
- Écrits sur l'art, recueil posthume, Paris, Les Presses du réel, coll. « Mamco », 2009 (nouvelle édition revue et corrigée, 2014)
- Agonie terminée, agonie interminable. Sur Maurice Blanchot, Paris, Galilée, 2011
- La Réponse d'Ulysse et autres textes sur l'Occident, recueil posthume présenté par Aristide Bianchi et Leonid Kharlamov, Paris, Éditions Lignes-Imec, 2012
- Pour n'en pas finir : Écrits sur la musique, recueil posthume présenté par Aristide Bianchi et Leonid Kharlamov, Paris, Bourgois, coll. « Détroits », 2015

### En collaboration avecJean-Luc Nancy
- Le Titre de la lettre : une lecture de Lacan, Paris, Galilée, 1973
- L'Absolu littéraire : théorie de la littérature du romantisme allemand, Paris, Le Seuil, 1978
- Le Mythe nazi, L'Aube, 1991 (nouvelle édition en poche avec un avant-propos de Jean-Luc Nancy daté du 9 décembre 2015)
- Scène, suivi de Dialogue sur le dialogue, Paris, Bourgois, coll. « Détroits », 2013
- La panique politique, suivi de Le peuple juif ne rêve pas, Paris, Bourgois, coll. « Détroits », 2013

### Autres collaborations
- Portrait de l'artiste, en général, avec Just another story about leaving, recueil de photographies d'Urs Lüthi, Paris, Bourgois, 1979. Repris dans le recueil Écrits sur l'art
- Retrait de l’artiste en deux personnes, autour d'autoportraits de François Martin, FRAC Rhône-Alpes, 1985. Repris dans le recueil Écrits sur l'art
- Sit venia verbo avec Michel Deutsch, Paris, Bourgois, 1988
- La Conférence de Heidelberg (1988) - Heidegger : portée philosophique et politique de sa pensée avec Jacques Derrida, Hans-Georg Gadamer, textes réunis, présentés et annotés par Mireille Calle-Gruber, Note de Jean-Luc Nancy, Lignes-Imec, 2014
- Avec Alain Badiou et Jacques Rancière, Mallarmé, le théâtre, la tribu, préface de Jean-Christophe Bailly, Paris, Christian Bourgois, coll. « Détroits », 2017 (débat au théâtre de l'Odéon le 25 novembre 1996)
- L’épreuve du silence, peintures de Jean-Marc Scanreigh, Galerie Dominique Marchès, Châteauroux, 1980.  Repris dans le recueil Écrits sur l'art

### Préfaces et postfaces
- Avertissement à Antigone de Sophocle de Hölderlin, Paris, Bourgois, coll. « Détroits », 1978 et 1998
- Introduction à Hymnes, Élégies et autres poèmes de Hölderlin, Paris, Garnier-Flammarion, 1983
- Préface à La Peinture, masque et miroir de Jean-Marie Pontévia, Bordeaux, William Blake & Co, 1992
- La leçon de Burckhardt, préface à Leçon sur l'art occidental de Jacob Burckhardt, Paris, Hazan, 1998
- Avant-propos à Le carnet posthume de Roger Laporte, Paris, Lignes-Léo Scheer, 2002
- Préface à Lettre à personne de Roger Laporte, Paris, Lignes-Léo Scheer, 2006
- Pièces (avec Michel Deutsch), préface à Les Phéniciennes de Euripide, Paris, Belin, 2007
- La Condition des voix, postface à Nécessaire et urgent, suivi de La Condition des soies de Annie Zadek, Paris, Les Solitaires Intempestifs, 2016

### Traductions
- Friedrich Nietzsche, La Naissance de la tragédie, dans Œuvres philosophiques complètes, t. I, Paris, Gallimard, 1977
- Walter Benjamin, Le Concept de critique esthétique dans le romantisme allemand (avec Anne-Marie Lang), Paris, Flammarion, 1986
- Josep Vicenç Foix, Gertrudis suivi de KRTU (avec Ana Domenech), Paris, Christian Bourgois, 1987
- Friedrich Nietzsche, Fragments posthumes (Début 1874-Printemps 1876) (avec Jean-Luc Nancy), dans Œuvres philosophiques complètes, t. II, Paris, Gallimard, 1988
- Friedrich Hölderlin, Œdipe le tyran de Sophocle, Paris, Christian Bourgois, 1998
- Friedrich Hölderlin, Antigone de Sophocle, Paris, Christian Bourgois, 1998
- Martin Heidegger, Pauvreté (avec Ana Samardzija), Strasbourg, Presses universitaires de Strasbourg, 2004

### Entretiens
- Entretien sur Hölderlin[10]
- « De Hölderlin à Marx : mythe, initiation, tragédie »[11], paru dans la revue Labyrinthe. Atelier interdisciplinaire, 2005

### Filmographie
- 2004 : The Ister, basé sur les cours de Heidegger de 1942 sur Friedrich Hölderlin ; comporte des interviews de Jean-Luc Nancy, Philippe Lacoue-Labarthe, Bernard Stiegler, et Hans-Jürgen Syberberg (voir sur theister.com)
- 2006 : coffret entièrement consacré à Philippe Lacoue-Labarthe publié par les éditions Hors œil Comprend : un DVD rassemblant deux films, Entretiens de l'île Saint-Pierre avec l'écrivain essayiste Jean-Christophe Bailly et Andenken ; un fac-similé d'un manuscrit de Philippe Lacoue-Labarthe.